# John-von-Neumann-Theorie-Preis
Der John-von-Neumann-Theorie-Preis (englisch John von Neumann Theory Prize) des Institute for Operations Research and the Management Sciences (INFORMS) wird jährlich für besondere Leistungen in Operations Research und theoretischer Betriebswirtschaft (Management Science) verliehen. Er wird seit 1975 verliehen, ist nach John von Neumann benannt und mit 5000 US-Dollar dotiert.

## Preisträger
- 1975 George Dantzig für seine Arbeiten zur linearen Optimierung
- 1976 Richard Bellman für seine Beiträge zur mathematischen Theorie mehrstufiger Entscheidungsprozesse
- 1977 Felix Pollaczek
- 1978 John Forbes Nash Jr., Carlton E. Lemke
- 1979 David Blackwell für seine Arbeiten über Markow'sche Entscheidungsprozesse, Wahrscheinlichkeitstheorie, mathematische Statistik und Spieltheorie
- 1980 David Gale, Harold W. Kuhn, Albert William Tucker für ihre Beiträge zur Spieltheorie, sowie zur linearen und nicht-linearen Optimierung
- 1981 Lloyd S. Shapley für seine grundlegenden Beiträge zur Spieltheorie
- 1982 Abraham Charnes, William W. Cooper, Richard Duffin
- 1983 Herbert Scarf
- 1984 Ralph E. Gomory
- 1985 Jack Edmonds
- 1986 Kenneth Arrow
- 1987 Samuel Karlin für seine Beiträge zur Spieltheorie, Bestandsoptimierung, Entscheidungstheorie, Diffusionsprozessen und Approximationstheorie
- 1988 Herbert A. Simon
- 1989 Harry Markowitz für die Portfolio-Theorie, sowie Beiträge zur mathematischen Optimierung und Simulation
- 1990 Richard M. Karp
- 1991 Richard E. Barlow, Frank Proschan
- 1992 Alan J. Hoffman und Philip Wolfe
- 1993 Robert Herman
- 1994 Lajos Takács
- 1995 Egon Balas
- 1996 Peter Fishburn
- 1997 Peter Whittle
- 1998 Fred W. Glover
- 1999 Ralph Tyrrell Rockafellar
- 2000 Ellis L. Johnson und Manfred Padberg
- 2001 Ward Whitt für seine Beiträge zur Warteschlangentheorie, angewandte Wahrscheinlichkeitstheorie und stochastische Modellierung
- 2002 Donald Iglehart und Cyrus Derman für ihre Beiträge zur Analyse und Optimierung stochastischer Systeme
- 2003 Arkadi Nemirovski und Michael Jeremy Todd für grundlegende Beiträge zur stetigen Optimierung
- 2004 J. Michael Harrison für Beiträge zu stochastischen Netzwerken und Finanzmathematik
- 2005 Robert Aumann für seine Beiträge zur Spieltheorie
- 2006 Martin Grötschel, László Lovász und Alexander Schrijver für fundamentale Arbeiten zur kombinatorischen Optimierung
- 2007 Arthur Veinott für Beiträge zu dynamischer Programmierung, Gitter-Programmierung (lattice programming) und „Inventory Theory“
- 2008 Frank Kelly für seine Beiträge zur Theorie der stochastischen Netzwerke und Anwendungen auf Telekommunikationsnetzwerken
- 2009 Juri Jewgenjewitsch Nesterow (Yurii Nesterov), Yinyu Ye für ihre Forschungen über Optimierungsverfahren
- 2010 Peter W. Glynn und Søren Asmussen „für ihre herausragenden Beiträge zu angewandter Wahrscheinlichkeitstheorie und der Theorie stochastischer Simulation.“
- 2011 Gérard P. Cornuéjols
- 2012 George Nemhauser und Laurence Wolsey
- 2013 Michel Balinski
- 2014 Nimrod Megiddo
- 2015 Vašek Chvátal und Jean Bernard Lasserre
- 2016 Martin I. Reiman und  Ruth J. Williams
- 2017 Donald Goldfarb und Jorge Nocedal
- 2018 Dimitri P. Bertsekas und John N. Tsitsiklis
- 2019 Dimitris Bertsimas und Jong-Shi Pang
- 2020 Adrian S. Lewis
- 2021 Alexander Shapiro
- 2022 Vijay Virkumar Vazirani
- 2023 Christos H. Papadimitriou und Mihalis Yannakakis
- 2024 Jim Dai[1]